# Tráfico humano em Portugal
Portugal é um país de destino, trânsito e origem para as mulheres, homens e crianças vítimas de tráfico humano, especificamente a prostituição forçada e trabalho forçado.  As vítimas de tráfico em Portugal são provenientes do Brasil, Europa Oriental e África. De acordo com uma ONG, algumas meninas portuguesas são submetidas a prostituição forçada no interior do país. Os homens de países do Leste Europeu e Brasil são submetidas a trabalho forçado na agricultura, construção, hotelaria e restaurantes. Segundo observadores locais e imprensa, homens e mulheres portugueses são submetidas a trabalho forçado e, ou prostituição forçada depois de migrar para outros destinos na Europa. Crianças da Europa Oriental, incluindo as ciganas, são submetidas a mendicidade forçada, às vezes por suas famílias.
O Governo de Portugal não cumpre integralmente os requisitos mínimos para a eliminação do tráfico, no entanto, ele está a fazer esforços significativos nesse sentido. O governo julgou um caso de tráfico de referência em 2009, resultando na prisão de oito traficantes significativa sexuais condenados. Ele reforçou a sua formação anti-tráfico de aplicação da lei e os inspectores do trabalho, melhoramento da recolha de dados abrangente nacional sobre o tráfico e desde abrigo e assistência para um aumento do número de vítimas de tráfico. Apesar destes esforços notáveis, o governo não forneceu dados completos sobre o número total de infratores sentenciados ao tráfico, nem indicou se a maioria dos traficantes presos receberam a tempo um problema de longa data em Portugal. Além disso, não foi sistematicamente empregada uma abordagem centrada na vítima e a identificação das vítimas, o que continuou a resultar em poucas vítimas que recebem cuidados e assistência em 2009.

## Ministério
Portugal proíbe o tráfico de pessoas tanto para o trabalho forçado e exploração sexual comercial, através do artigo 160, que prevê penas de prisão de três a 12 anos. Embora o governo proíba a escravidão e exploração da prostituição por meio da força, fraude e coação nos termos dos artigos 159 e 169, respectivamente, usou seu mais amplo artigo 160 para processar traficantes. Durante 2008 e 2009, a polícia efetuou 83 investigações de eventuais casos de tráfico. Durante o mesmo período de tempo, o governo informou que 207 suspeitos de tráfico julgados, condenando 298 nos termos do artigo 160, o governo informou esses dados foi prejudicial.  Estes dados também poderia incluir os crimes mais amplo que envolve a exploração sexual. O governo não fornece informações de condenação para todos os traficantes condenados para demonstrar que a maioria dos condenados por tráfico de prisão recebidos em 2009. Em anos anteriores, a justiça suspendeu as sentenças para a maioria dos traficantes condenados em Portugal. O governo ofereceu treinamento de combate ao tráfico de juízes especializados em dezembro de 2009 e os inspectores de trabalho formado em janeiro de 2010. Os policiais continuaram a receber formação contínua para tentar combater o tráfico especializado. Porém, não houve casos de funcionários públicos cúmplices no tráfico, informou uma ONG portuguesa, meninas na prostituição muitas vezes possuem documentos falsos indicando que são maiores de 18 anos.

## Proteção
O Governo de Portugal melhorou seus esforços para proteger as vítimas de tráfico identificadas. Autoridades identificaram 272 vítimas em potencial em 2008 e 2009, confirmando 48 vítimas oficiais durante este período de dois anos. Durante o período, o governo continuou a empregar um método padronizado para a coleta de informações sobre as vítimas do tráfico e informar as vítimas sobre a assistência disponível enquanto temporariamente detido. O governo levou ao abrigo 12 dessas vítimas identificadas em 2009. Uma ONG relatou oito ajudar as vítimas do tráfico com financiamento do governo em 2009 e outro informou assistir 30 vítimas de tráfico, o governo concedeu uma bolsa para cada vítima. O governo continuou a relatar as vítimas poucos aceitou ofertas aplicação da lei de protecção e assistência, enquanto detidos, assim, muitas vítimas de tráfico confirmou continuaram a ser exploradas pelos traficantes ou potencialmente deportadas depois de mostrar indicadores do tráfico. O governo a trabalhar informalmente com os inspectores do trabalho para identificar e encaminhar as vítimas de trabalho forçado. De acordo com especialistas locais, o medo das vítimas dos traficantes e do estigma associado à prostituição tornar vítimas em potencial, em especial às vítimas do Brasil e da Nigéria, relutantes em revelar os elementos da sua exploração para aplicação da lei. Para ajudar a resolver esta questão, a aplicação da lei incluído o pessoal das ONG abrigo em três "inteligentes" invasões durante o período de referência para ajudar a estabilizar as vítimas imediatamente após a operação.
O governo continuou a financiar um abrigo de tráfico de gerência ONG especializada; outras ONGs de assistência às vítimas de tráfico receberam um subsídio fixo do governo para cada vítima. Uma ONG recebeu cerca de 80 por cento do seu orçamento do governo. No entanto, as ONGs afirmam financiamento global é insuficiente para oferecer atendimento especializado crítica necessária para vítimas de tráfico. O governo encorajou as vítimas a participarem na investigação e perseguição dos criminosos do tráfico, seis vítimas assistidas no inquérito contra os traficantes, em 2009. O governo informou todas as vítimas identificadas são permitidas a 30, a um período de reflexão de 60 dias durante os quais a decidir se queria participar de uma investigação criminal. O governo deu as vítimas estrangeiras de tráfico de curto prazo, alternativas legais para a sua remoção; as vítimas são dadas um tempo limitado para legalizar a sua condição de residente ou são repatriados a equipe do abrigo governo numa base ad hoc. O Capítulo Português da OIM também informou que pode reintegrar e devolver as vítimas de tráfico através do seu Programa de Retorno Voluntário Assistido e atualmente estar a trabalhar com o governo e as ONGs para criar uma reintegração/programa de regresso, concebidas especificamente para as vítimas de tráfico. A OIM não tinha relatado casos de retorno durante o período de referência. O governo informou que foi concedida autorização de residência permanente às seis vítimas do tráfico em 2009. O governo tem uma política declarada de não punir as vítimas de atos ilegais cometidos como resultado direto de terem sido traficadas. O governo informou a polícia esforços pró-ativa para identificar vítimas de tráfico sexual dentro dos sectores da prostituição legal; vítimas não identificadas são susceptíveis deportados ou continuar a ser objecto de exploração. De acordo com especialistas locais, a falta de conscientização sobre o tráfico de crianças tem dificultado a resposta do governo e a capacidade para proteger estas crianças.

## Prevenção
O Governo de Portugal continuou a tomar medidas para impedir o tráfico durante o período de referência. Ele assumiu a liderança na coordenação e implementação de um banco de dados em nível da UE para desenvolver, consolidar e partilhar os indicadores comuns sobre o tráfico entre os países parceiros. O governo continuou a financiar os anúncios de serviço público de alerta contra o tráfico. É também transmitido um programa diário pela televisão estatal para aumentar a conscientização entre os imigrantes em Portugal sobre uma vasta gama de questões, incluindo o tráfico. Portugal continuou a treinar profissionais de saúde na identificação de vítimas em 2009. O governo fixou uma data para começar a desenvolver uma campanha para atingir a demanda no período de referência, mas não levar a cabo campanhas de sensibilização para educar os clientes da prostituição sobre o tráfico e prostituição forçada em Portugal. O governo de sensibilização contra o tráfico de treinamento realizado às tropas antes da sua implantação sobre os esforços internacionais de paz no exterior.